# Publius Valerius Comazon
Publius (eller Marcus) Valerius Comazon (ibland kallad Valerius Comazon Eutychianus) var en romersk ämbetsman under kejsar Heliogabalus (218–222).
Comazon var i ungdomen möjligen dansare och skådespelare i Rom, detta baserat på att hans namn på grekiska kan betyda rumlare eller artist. Han tjänstgjorde i Thrakien på kejsar Commodus tid men degraderades till galärroddare av guvernören Claudius Attalus på grund av dåligt uppförande. Tillsammans med Gannys befann han sig i Heliogabalus följe vid Antiokia efter segern över Macrinus. Under Heliogabalus regeringstid upphöjdes han till flera höga ämbeten. Han utnämndes bland annat till befälhavare över praetoriangardet, trots att han enligt historieskrivaren Dio Cassius inte var behörig på grund av brist på militär erfarenhet. Han var konsul tillsammans med kejsaren under dennes tredje år som regent (220 e.Kr.) och han var även stadsprefekt två gånger. Under denna tid lät Heliogabalus avrätta Attalus, förmodligen på inrådan av Comazon för den tidigare degraderingen. Comazon överlevde utrensningen som följde på Heliogabalusmordet, och efteråt utnämndes han till stadsprefekt en tredje gång.
Det är oklart om han är samma person som Eutychianus, en gymnast och deltagare i konspirationen mot Macrinus, som även han nämns i Dio Cassius historieskrivning. Han har även sammanblandats med Gannys, som dock blev avrättad i början av Heliogabalus regeringstid.